# La Fântâna
La Fântâna este o companie furnizoare de servicii pentru aprovizionarea cu apă în sistem watercooler de pe piețele din România și Serbia.
În România este prezentă din anul 2000.
Compania are două unități de îmbuteliere (București și Tălmaciu).
În România compania are 450 de angajați.
La Fântâna este prezentă și în Serbia unde deține o unitate de îmbuteliere la Mitrovo Polje și 150 de angajați.
În anul 2007 a fost preluată de fondul de investiții Innova Capital.
În același an, La Fântâna a preluat de la Grupul RTC Holding, compania Aqua Regis, tranzacție evaluată la peste un milion de euro.
La momentul respectiv, Aqua Regis avea în portofoliu 800 clienți și deservea peste 3.000 de coolere.
În septembrie 2010, La Fântâna a preluat compania Rokor Ecostyle, importatorul și distribuitorul exclusiv al purificatoarelor Waterpia în România, companie cu 120 de angajați și cu o cifră de afaceri de 10,4 milioane lei în 2009.
Rezultate financiare (milioane euro):
| Anul             | 2010 | 2007 | 2006 | 2005 | 2004 |
| ---------------- | ---- | ---- | ---- | ---- | ---- |
| Cifra de afaceri | 17   | 16,5 | 12,1 | 8,8  | 6,5  |
| Profit net       | -    | 1,3  | 0,02 | 0,37 | -    |